# Nowa Brzeźnica (gmina)
Nowa Brzeźnica (daw. gmina Dworszowice; następnie gmina Brzeźnica) – gmina wiejska w województwie łódzkim, w powiecie pajęczańskim. W latach 1975–1998 gmina położona była w województwie częstochowskim.
Siedziba gminy to Nowa Brzeźnica.
Według danych z 2013 gminę zamieszkiwało 4759 osób.

## Struktura powierzchni
Według danych z roku 2007 gmina Nowa Brzeźnica ma obszar 135,15 km², w tym:
- użytki rolne: 52%
- użytki leśne: 40%.

Gmina stanowi 16,81% powierzchni powiatu pajęczańskiego.

## Demografia

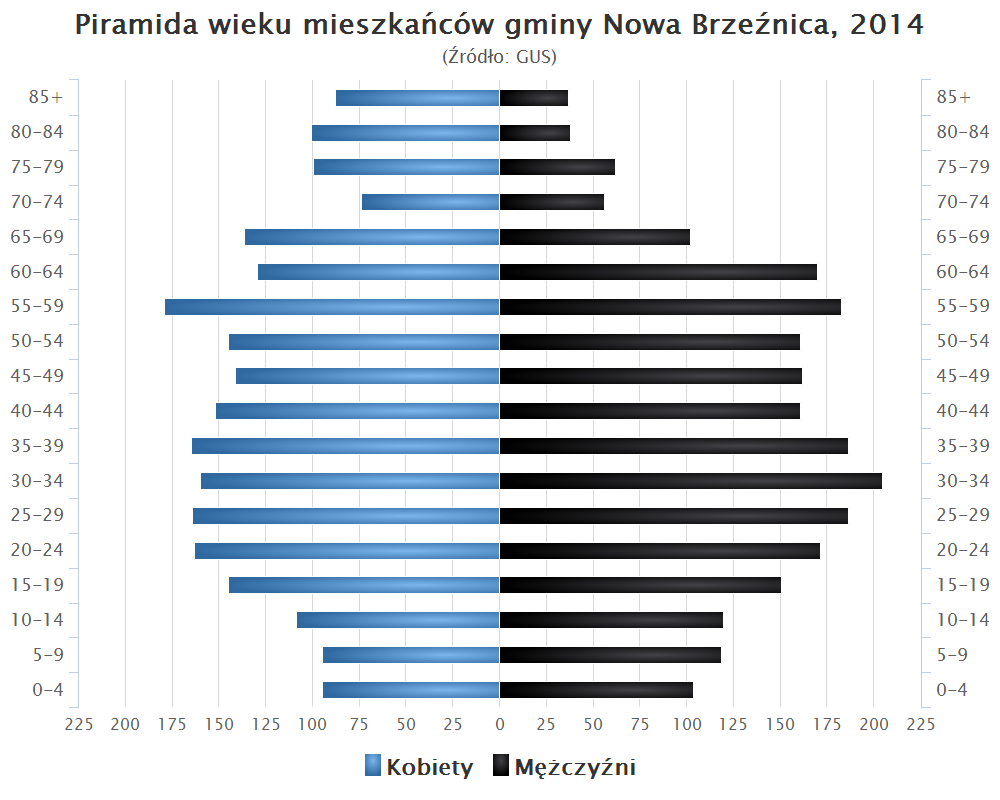
Piramida wieku mieszkańców gminy Nowa Brzeźnica w 2014 roku

Dane z 31 grudnia 2007:
| Opis                              | Ogółem | Ogółem | Kobiety | Kobiety | Mężczyźni | Mężczyźni |
| --------------------------------- | ------ | ------ | ------- | ------- | --------- | --------- |
| Jednostka                         | osób   | %      | osób    | %       | osób      | %         |
| Populacja                         | 4958   | 100    | 2492    | 50,3    | 2466      | 49,7      |
| Gęstość zaludnienia [mieszk./km²] | 37     | 37     | 18      | 18      | 18        | 18        |

## Osoby związane z gminą Nowa Brzeźnica
- Jan Długosz (1415–1480) – polski historyk, kronikarz, dyplomata, wychowawca synów Kazimierza Jagiellończyka.
- Antoni Bolesław Dobrowolski (1872–1954) – polski geofizyk, meteorolog i podróżnik.
- Juliusz Łuciuk (1927–2020) – polski kompozytor
- Marcin Molski (1751–1822) – polski wojskowy, poeta satyryczny
- Franciszek Czarnomski (1852–1898) – profesor Uniwersytetu Jagiellońskiego, gleboznawca

## Ciekawostki
W miejscowości Kruplin w 1966 zostały nakręcone niektóre sceny do filmu Sylwestra Chęcińskiego pt. Sami swoi; filmowa miejscowość nosiła nazwę Krużewniki.

## Sąsiednie gminy
Kruszyna, Ładzice, Miedźno, Mykanów, Pajęczno, Popów, Strzelce Wielkie